# Przesył energii elektrycznej z Lauffen am Neckar do Frankfurtu nad Menem

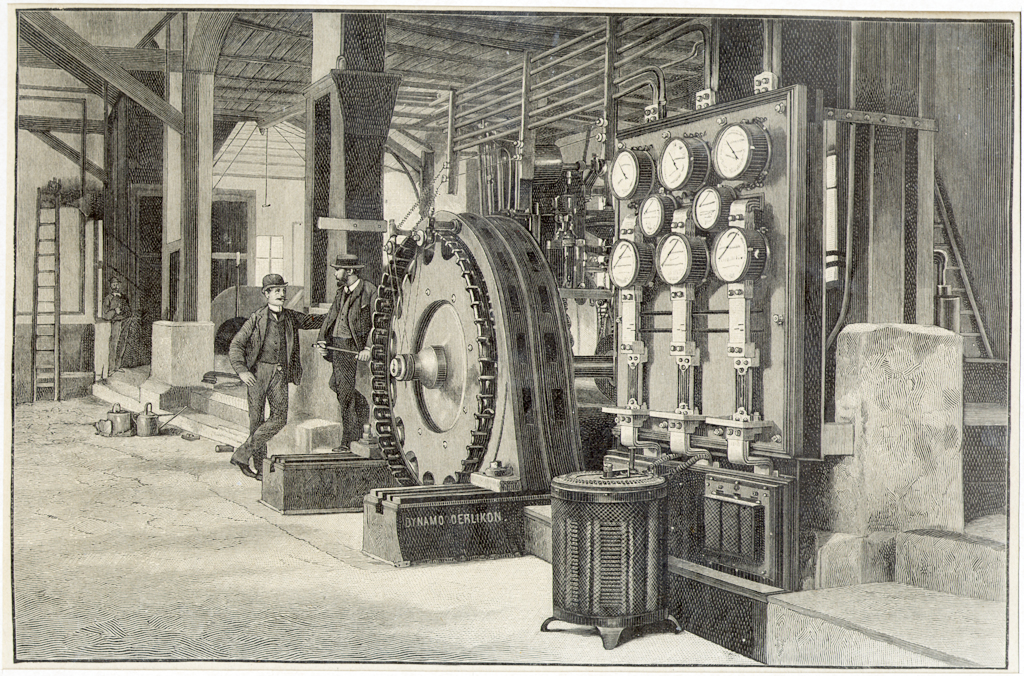
Prądnica trójfazowa prądu przemiennego w Lauffen, obok tablica rozdzielcza, a przy niej transformatory trójfazowe

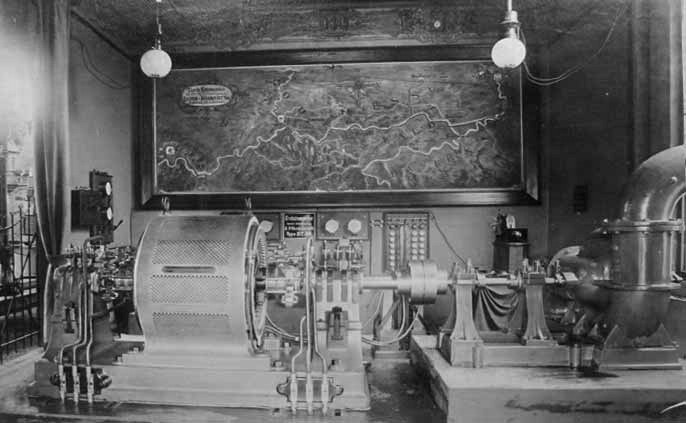
Silnik prądu przemiennego we Frankfurcie sprzężony z pompą

Przesył energii elektrycznej z Lauffen am Neckar do Frankfurtu nad Menem – pierwszy w historii przesył energii elektrycznej z wykorzystaniem prądu przemiennego. Miał on miejsce we wtorek, 25 sierpnia 1891 r. o godzinie 12.00 z okazji Międzynarodowej Wystawy Elektrotechnicznej we Frankfurcie nad Menem.

## Budowa linii przesyłowej
Istotną nowością w konstrukcji linii przesyłowej był fakt, że wytwarzane przez prądnicę trójfazowe napięcie przemienne 50–55 V podnoszono za pomocą trójfazowego transformatora napięcia przemiennego do poziomu 15 kV, potem eksperymentalnie do 25 kV, a następnie przesyłano energię elektryczną linią zasilaną wspomnianym napięciem na odległość 175 km do Frankfurtu nad Menem. We Frankfurcie napięcie obniżano kolejnym transformatorem do poziomu 100 V i wykorzystywano do zasilania ponad 1000 żarówek na Międzynarodowej Wystawie Elektrotechnicznej. Linią zasilano też silnik synchroniczny prądu przemiennego o mocy 74 kW (100 KM) i napięciu znamionowym 65 V. Silnik ten napędzał pompę wodną sztucznego wodospadu na terenach wystawowych.
Urządzenia wytwarzające, przetwarzające i wykorzystujące energię elektryczną skonstruowali pracownicy firm AEG i Maschinenfabrik Oerlikon pod kierunkiem Oskara von Millera i Michała Doliwo-Dobrowolskiego. Transformatory, prądnicę i izolatory olejowe skonstruował Charles Eugene Lancelot Brown. Izolatory wykonała huta Margarethenhütte z Großdubrau.